# Elvira Aracén
Elvira Aracén Sánchez es una exjugadora de fútbol mexicana. Participó activamente en la selección mexicana femenil durante los primeros años de la década de 1970. Destacó a nivel internacional por ser portera, junto a Yolanda Ramírez, participando tanto en el Mundial Femenil de Fútbol de 1970 en Italia como en el de México de 1971. Es egresada de la Escuela Nacional de Educación Física (ENEF).

## Trayectoria
Desde niña practicó diversos deportes, pero se desarrolló en el fútbol mientras terminaba la carrera de educación física jugando como extra con sus amigas.

### Mundial Femenil de 1971
Participó como portera de reserva en la edición llevada a cabo en México (del 15 de agosto al 15 de septiembre de 1971). Junto con sus compañeras de equipo hizo historia a nivel nacional, quedando como subcampeona de esta edición. 
Además de su posición como portera, asumió el papel de preparadora física pues el haber practicado diversas disciplinas deportivas (siendo el atletismo donde tenía mayor conocimiento) le fue de utilidad para brindar acondicionamiento físico a sus compañeras jugadoras de la selección previo al mundial con el objetivo de tener una mejor preparación.
Se caracterizaba por portar una banda tricolor en la frente durante los partidos.

### Docencia
Aracén es profesora de educación física y ha expresado continuamente su apoyo al fútbol femenino mexicano en diversas entrevistas exponiendo tanto los obstáculos a resolver así como aconsejando y animando a las futuras generaciones de jugadoras.